# Caldo verde (cocina portuguesa)
El caldo verde es uno de los platos nacionales de Portugal, y muy apreciado en la cocina portuguesa (sobre todo en la antigua provincia del Minho). Se trata de una sopa elaborada de un puré de patatas acompañado de unas tiras de couve-galega - las berzas que se pueden ver en Galicia, España) y que le proporcionan el color verde característico, algo de ajo, aceite de oliva y todo ello ligeramente sazonado, pero su combinación proporciona el aroma típico de algunas calles de Lisboa, Oporto, etc. Se menciona que es originaria de la región del Miño (en la antigua frontera con Galicia). Esta sopa es conocida también en Brasil.

## Costumbres
En Portugal la receta tradicional aconsejaba que se sirviera en los días festivos con unos trocitos de chouriço (tora) en el caldo. Hoy en día es muy común encontrarse unas rodajitas en el plato o cuenco donde se toma el caldo. Otras costumbres en torno a este plato típico portugués son:
- Consumir el caldo verde después de medianoche y en plena madrugada durante las fiestas de fin de año.
- En las festividades de los santos populares, el caldo verde es un plato obligatorio.

## Caldo verde en la Literatura
Se menciona en la novela de Antonio Tabucchi La cabeza perdida de Damasceno Monteiro, en cuya versión original en italiano es denominada “minestra di cavolo verde”, y no parece gustar al protagonista.
Camilo Castelo Branco menciona en varias novelas las bondades de este caldo.